# Éric Ramos
Éric Fabián Ramos (n. Carapeguá, Paraguay, 12 de mayo de 1987) es un futbolista paraguayo. Juega de mediocampista central.

## Clubes
| Club          | País       | Año         |
| ------------- | ---------- | ----------- |
| 12 de Octubre | Paraguay   | 2006 - 2007 |
| 3 de Febrero  | Paraguay   | 2007        |
| Rubio Ñu      | Paraguay   | 2008 - 2012 |
| Neftchi Baku  | Azerbaiyán | 2012 - 2017 |
| Rubio Ñu      | Paraguay   | 2017 - 2018 |
| General Díaz  | Paraguay   | 2018        |